# Pes za odkrivanje
Pes zaznavanja (ang. pes "sniffer") je pes, ki je usposobljen za uporabo svojih čutov za odkrivanje snovi, kot so eksplozivi, prepovedane droge, divjad, valuta, kri in tihotapljena elektronika, kot so nedovoljeni mobilni telefoni. [1] Čut, ki ga psi za odkrivanje najbolj uporabljajo, je vonj. Vonj psov za odkrivanje je močnejši od povprečnega psa. Izurjeni so, da imajo odličen vonj. Lovski psi, ki iščejo divjad, in psi, ki iščejo pogrešane ljudi, se na splošno ne štejejo za pse za odkrivanje. Obstaja nekaj prekrivanja, kot v primeru psov za iskanje in reševanje, usposobljenih za iskanje človeških ostankov. Policijski pes je v bistvu pes za odkrivanje, ki se uporablja kot vir za policijo v posebnih scenarijih, na primer pri napadih na mamila, iskanju pogrešanih kriminalcev in iskanju skrite valute.

Pogosto naj bi pse za odkrivanje uporabljali za namene kazenskega pregona; vendar se uporabljajo tudi kot dragoceno raziskovalno orodje za biologe divjih živali. V Kaliforniji so psi za odkrivanje usposobljeni za odkrivanje quagga školjke čolnov na javnih rampe ladjo, ker so škodljive invazivne vrste za okolje. Pse za odkrivanje običajno uporabljajo tudi za iskanje in zbiranje iztrebkov raznovrstnih vrst, med katerimi so karibuji,  črnonogi dihur, kit ubijalec  in žaba v Oregonu . Ta postopek je znan kot odkrivanje divjih rastlin.
Psi za odkrivanje se uporabljajo tudi v medicinski industriji, saj so študije razkrile, da lahko pasji zaznajo posebne vonjave, povezane s številnimi zdravstvenimi težavami, kot je rak .